# Glăvile
Glăvile – wieś w Rumunii, w okręgu Vâlcea, w gminie Glăvile. W 2011 roku liczyła 1046 mieszkańców.